# سات آمون
سات آمون، هي أميرة وملكة مصرية قديمة غير حاكمة أو ابنة و زوجة ملك، وقد عاشت خلال عهد الأسرة الثامنة عشرة، وهي ابنة وزوجة الملك أمنحتب الثالث.

## عائلتها
سات آمون هي الابنة الكبرى للملك أمنحتب الثالث وأمها هي الملكة تيي. وتزوجت فيما بعد من والدها في العام ال30 من عهده.
وقد جاء الاعتقاد بأن سات آمون كانت ابنة أمنحوتب وتيي من وجود أشياء في قبر يويا وتويا، والديّ الملكة تيي، وخاصة الكرسي الذي يحمل السمها مع لقب ابنة الملك.

## حياتها
ويمكن تتبع تصوير الملكة سات آمون بشكل جيد جدا، وعلى الأخص في مقبرة يويا وتويا حيث تم اكتشاف ثلاثة كراسٍ مصنوعة بدقة. ولما كانت هذه الكراسي مستخدمة من قبل وليست مصنوعة خصيصاً للأثاث الجنائزي، وهي ذات حجم متدرج في الكبر، يُفترض أنها تخص الملكة سات آمون أثناء مراحل نموها. وقد وضعوا في قبر جدها وجدتها في تقليد لوضع الأغراض التي لها معنى مميز في حياة المتوفى. كما تم تصويرها على لوحة مرضعتها نبت كا بني.
ولا يعرف شيء تقريبا عن حياتها أبعد من كونها أكبر بنات ملكة قوية (وطويلة العمر) هي الملكة تيي. وفي العقد الأخير من عهد والدها، تمت ترقيتها إلى منصب الزوجة الملكية العظمى. ويتكون الدليل على زواجها من والدها من وجود مكحلة زرقاء اللون منقوش عليها خراطيش أمنحوتب الثالث وسات آمون، ووعاء من المرمر عثر عليه في تل العمارنة مع نفس الخراطيش ونقوش على أوعية حفظ من قصر ملقطة الخاص بالملك أمنحتب الثالث. و ترقي الملكة سات آمون لمنصبها كزوجة ملكية عظمى لوالدها، أمنحوتب الثالث، يُشهد في وقت مبكر من السنة 30 من عهده من ملصق على الجرة رقم 95 التي تم اكتشافها في القصر الملكي.
حافظت الملكة سات آمون على مساحتها الخاصة في مجمع قصر ملقطة، وأمنحتب ابن حبو تم تعيينه مديراً أو مشرفاً على أملاكها هناك. ونرى على تمثال الكرنك لأمنحتب ابن حبو (الآن في المتحف المصري بالقاهرة) ذكرهل بوصفها الزوجة الملكية العظيمة. كما تظهر صورها على آثار من المعبد الجنائزي لأمنحتب الثالث وجدها وليام ماثيو فليندرس بيتري، (الآن في متحف بيتري). والملكة سات آمون من بين عدد قليل من الشخصيات التي تظهر بالقرب من نهاية عهد أمنحتب الثالث، فقد كانت هذه حقبة من التاريخ المصري فترة تولت المرأة فيها أدواراً بارزة وقوية أكثر بكثير تجلت في الملكة تيي زوجة الملك أمنحتب الثالث، وهي أم الملكة سات آمون، بشكل خاص. و قبل عهد الملكة تيي تيي لم تكن ملكة سابقة على ما يبدو في مكانة بارزة في حياة زوجها الملك. وظهرت تيي بشكل منتظم إلى جانب أمنحتب الثالث في تماثيله ومقبرته ومعابده وكل اللوحات الخاصة به، بينما يقترن اسمها مع العديد من الأشياء الصغيرة، مثل الأوعية والمصوغات، فضلا عن جعارينها التذكارية الكبيرة المشهورة.
وباعتبارها الابنة البكر لملكة قوية، كان الملكة سات آمون قد أُعِدّت لدور سياسي ولكنها لم تحقق المأمول من هذا الإعداد على الرغم من امتلاكها لأملاك خاصة في ملقطة ومكانة عالية في البلاط الملكي. وأحد الاحتمالات تقول أنها كانت متزوجة من ولي العهد الذي لم يتسنّم العرش بعد أبيه (الأمير تحتمس). وهناك احتمال آخر هو أنها توفيت قبل الأوان أو دخلت في عزلة بعد أن أصبح أخناتون ملكاً. وهي كانت عمة الملك توت عنخ آمون.
وتختفي الملكة سات آمون في نهاية عهد أمنحتب الثالث ولا يظهر لها ذكر خلال عهد أخناتون.

## مدفنها
تم إعداد غرفة منفصلة لها في مقبرة الملك أمنحتب الثالث في وادي الملوك، ولكن لا يوجد دليل على أنها دفنت هناك من الأساس.

## ألقابها
- مغنية ملك الوجه القبلي والوجه البحري.
- زوجة الملك.
- زوجة الملكة العظيمة.
- ابنة الملك التي يحبها.
- كبرى بنات الملك.
- ابنة الملك العظيمة التي يحبها.